# 臺灣金融改革
臺灣金融改革是指陳水扁政府執政期間對臺灣的金融市场、金融机构和金融商品的管理方向和做法，提升金融監督管理的效能，積極推動改革業務；並透過調整利率或控制貨幣供給量等手段來影響經濟景氣的作法，還有擴大或減少中央政府的財政支出來影響經濟活動的政策。
金融改革四大目標：

1. 維持金融穩定
2. 持續金融改革
3. 協助產業發展
4. 保護投資人與消費者

## 背景
1980年代後期，隨著台灣經濟高速發展，國際热钱流入，外汇储备上升到1987年的768億美元。正規金融機構不足以滿足民間融資需求，政府為順應金融自由化潮流，開放國內民營銀行之設立，除於1989年施行利率自由化外，亦在1989年7月增訂銀行法，財政部並於1990年4月發布「商業銀行設立標準」，開始接受新銀行設立申請，並於1991年核准15家新銀行設立，隔年再核准一家，共16家新設銀行，3家投資信託公司改制為商业银行，至2001年底，台灣民營銀行由11家增加為48家，其中包括由部分信托投资公司轉型、1997年以後信用合作社改制、以及1998年以後國營銀行民營化後之商業銀行，使台灣原本以國營銀行為主體的銀行業，慢慢走向以民營銀行為主軸的開放競爭產業。但其中也延伸了股權結構的不合理，對货币市场的衝擊，造成國營銀行人才短缺等問題，其中經營與創新能力的不足，使得民營銀行間競食相似業務大餅，銀行財團化問題也弱化了銀行體質，凡此均造成銀行獲利能力的持續下滑，其中民營銀行淨值報酬率（ROE）由11.5％下降為5.5％，銀行業不良貸款率不斷升高，由1991年不到1%增至2001年7.7%，其中公營銀行為5.25%，民營銀行則為8.47%。
金融市場邁向自由化，財政部一口氣核准16家新銀行設立，金融業蓬勃發展的同時卻也弊案叢生，不少金融机构因超貸放款而陷入營運危機（例如1985年的十信案、1995年的四信事件，最終皆由合作金庫接管），導致金融秩序逐漸失控。雖然政府在1985年制定《存款保險條例》成立「中央存款保險公司」，然而監管和保障投資人的力度仍嫌不夠周延。

## 第一次金融改革
2001年至2003年，在游錫堃內閣任內所進行的金融改革方案，又稱「二五八金融改革方案」。在二年內將金融機構壞帳比率降到5%以下，銀行資本充足率提高到8%以上。一次金改約花費近新台幣1.4兆元。同時也通過「金融六法」來使金融業務鬆綁，容許金融機構跨業經營，有利於創新，亦鼓勵金融業合併，避免危機一再重演，促進金融體系穩定。

### 具體措施
- 2001年通過「行政院金融重建基金設置及管理條例」、「存款保險條例部分條文修正」、「營業稅法部分條文修正」、「金融控股公司法」、「票券金融管理法」、「保險法部分條文修正」，通稱「金融六法」。
- 調降銀行的营业税，作為各銀行打消呆帳的資金來源。
- 2002年2月4日，成立「交銀金融控股公司」，2003年納入中國國際商業銀行並更名為兆豐金融控股公司。
- 2004年7月，新設立「行政院金融監督管理委員會」作為金融監管主管機關。

## 第二次金融改革
2004年至2008年。

### 起因
2004年10月20日，陳水扁總統經濟顧問小組會後，宣布第二次金改四大目標：

1. 2005年底，促成三家金融機構市占率10%以上。
2. 2005年底前，將12家公股金融機構數目至少減為6家。
3. 2006年底前，國內14家金控公司須整併為7家。
4. 2006年底前，至少促成一家金融機構由外資經營或在國外以限時、限量並限對象的方式為之。

### 具體措施
1. 台灣銀行與合作金庫市佔率超過10%
2. 公股銀行減半僅餘兆豐金控併台灣企銀，但於2010年兩者確定不合併
3. 批准渣打銀行於2006年收購新竹商銀、花旗银行於2007年收購華僑商銀
4. 金控公司減半未達成，反而於2008年新成立一家公股掌控的台灣金控

### 重大事件
2006年
- 謝長廷內閣→第一次蘇貞昌內閣
- 台灣土地開發公司內線交易案
- 百萬人民倒扁運動

2007年
- 第一次蘇貞昌內閣→第二次張俊雄內閣
- 2007年—2008年環球金融危機

2008年
- 2008年環球股災
- 雷曼兄弟迷你債券事件
- 2008年11月下旬，美國QE進場，聯準會大舉購入抵押貸款支持證券（英语：Mortgage-backed security）。

## 衍生弊案

### 紅火案
中國信託金融控股利用虛設在英屬維爾京群島之Red Fire Developments Limited（紅火公司），欲插旗兆豐金融控股，衍生出瀆職、湮滅證據、違反《證券交易法》等多項刑事案件。

### 二次金改案
元大證券董事長馬志玲，透過友人杜麗萍向第一夫人吳淑珍行賄，希望使元大證券併購復華金控案通過。此併購案因為受到時任財政部長林全的反對而未通過，但陳水扁及吳淑珍夫婦因為行賄罪，分別被判刑10年及8年。

## 外部連結
- 金融改革 （页面存档备份，存于） - 國家政策研究基金會
- 臺灣金融改革系列
1 （页面存档备份，存于）、2 （页面存档备份，存于）、3 （页面存档备份，存于）、4 （页面存档备份，存于）、5 （页面存档备份，存于）、6 （页面存档备份，存于）